# Nguyễn Phúc Lai
Nguyễn Phúc Lai (sinh năm 1928 - mất năm 1947) là một cảm tử quân  Việt Nam

## Lịch sử
Nguyễn Phúc Lai sinh năm 1928 tại xã Chi Long, huyện Nam Xương (nay là Lý Nhân), tỉnh Hà Nam. Ông sống ở Hà Nội với nghề đánh giày, gia nhập Vệ Quốc đoàn tháng 4 năm 1946. Kháng chiến toàn quốc 19-12-1946, ông là tiểu đội trưởng thuộc trung đội 1, đại đội 2, tiểu đoàn 56, trực tiếp chiến đấu trên địa bàn Liên khu III. Ngày 6-1-1947 quân Pháp tấn công nống ra phía tây, bao vây làng Giảng Võ. Nguyễn Phúc Lai cùng đồng đội chiến đấu dũng cảm chặn địch trên đê La thành và cạnh làng Giảng Võ dùng bom ba càng đánh xe tăng địch và hy sinh, trở thành liệt sĩ của Hà Nội trong 60 ngày đêm chống Pháp.

## Tên phố
Phố: dài 370m; từ đường La Thành - xế cổng trường Đại học Văn hoá - đi chéo xuống dốc vào làng Hoàng Cầu, đến hồ cá Đống Đa. Nay thuộc phường Ô Chợ Dừa, quận Đống Đa.